# Retusa variabilis
Retusa variabilis is een slakkensoort uit de familie van de Retusidae. De wetenschappelijke naam van de soort is voor het eerst geldig gepubliceerd in 1912 door Milaschewitsch.